# Djent
Djent är en form av heavy metal, som har utvecklats ur progressiv metal. Djent, som uppfanns av Meshuggah, präglas av ett säreget ljud och teknisk komplexitet.

## Band inom djent
- Coilbox
- Despite
- Gojira
- Meshuggah
- Sikth
- Periphery
- Vildhjarta